# Кукстаун
54°38′49″ пн. ш. 6°44′42″ зх. д. / 54.647° пн. ш. 6.745° зх. д.
Кукстаун (ірл. An Chorr Chráochach) — місто в Північній Ірландії в історичному окрузі Тайрон, за 72 км на захід від Белфаста і близько 60 км на південний схід від міста Деррі. Кукстаун був адміністративним центром округу Кукстаун, який у 2015 році приєднаний до округу Середній Ольстер.
За переписом населення 2001 року в місті проживало 10 646 осіб, з них 52,8 % католиків і 45,1 % протестантів.

## Вебпосилання
- Адміністрація округу Кукстаун [Архівовано 4 вересня 2012 у Wayback Machine.]